# Hastula philippiana
Hastula philippiana é uma espécie de gastrópode do gênero Hastula, pertencente a família Terebridae.